# Седдон, Ричард
Ричард Джон Седдон (англ. Richard John Seddon; 22 июня 1845 — 10 июня 1906), иногда называемый Король Дик (англ. King Dick) — 15-й премьер-министр Новой Зеландии (1893—1906), который занимал этот пост дольше всех. Некоторые (в том числе историк Кейт Синклэр (англ. Keith Sinclair)) считают его одним из величайших лидеров Новой Зеландии.

## Ранние годы
Седдон родился в Экклстоне, около Сент-Эленс в Ланкашире, Англия. Ричард был третьим из семи детей в семье. Его отец, Томас Седдон, был директором школы, а мать Джейн Линдсэй учительницей. Несмотря на это, Седдон плохо учился в школе, и его называли неуправляемым. Тем не менее родители пытались дать ему классическое образование. Седдон интересовался техникой, но в 12 лет был исключён из школы. Некоторое время он работал на ферме своего деда в Барроу-Нук-Холл, а затем сменил несколько профессий в литейных цехах Ливерпуля.
В возрасте 18 лет он переехал в Австралию и устроился на работу в железнодорожное депо в Мельбурне. Седдон заболел «золотой лихорадкой» и отправился в Бендиго, где некоторое время работал старателем, но крупного успеха так и не добился. В 1865 или 1866 году он сделал предложение Луизе Джейн Спотсвуд, но её семья не дала разрешения на брак, пока Седдон не добьётся финансовой стабильности.
В 1866 году Седдон переехал в Уэст-Кост, Новая Зеландия. Сначала он работал на золотых приисках в Уаимеа. Он надеялся, что здесь быстро разбогатеет и вернётся в Мельбурн, чтобы жениться на Луизе. Он открыл магазин, а затем расширил свой бизнес, став торговать алкоголем. Вскоре Седдон занялся политикой.

## Местный политик
Седдон начал политическую карьеру с участия в различных местных органах, таких как дорожный совет Арахуры. Затем он был избран от Арахуры в совет провинции Уэстленд. Постепенно Седдон стал известен по всему западному побережью как защитник прав и интересов шахтёров и стал часто давать консультации по разным политическим вопросам.
В 1877 году Седдон был избран первым мэром Кумары, который стал важным центром добычи золота. За год до этого он застолбил участок в Кумаре и вскоре перенёс сюда свой бизнес. Несмотря на финансовые трудности (в 1878 году он объявил о банкротстве), его политическая карьера шла в гору.

## Член парламента

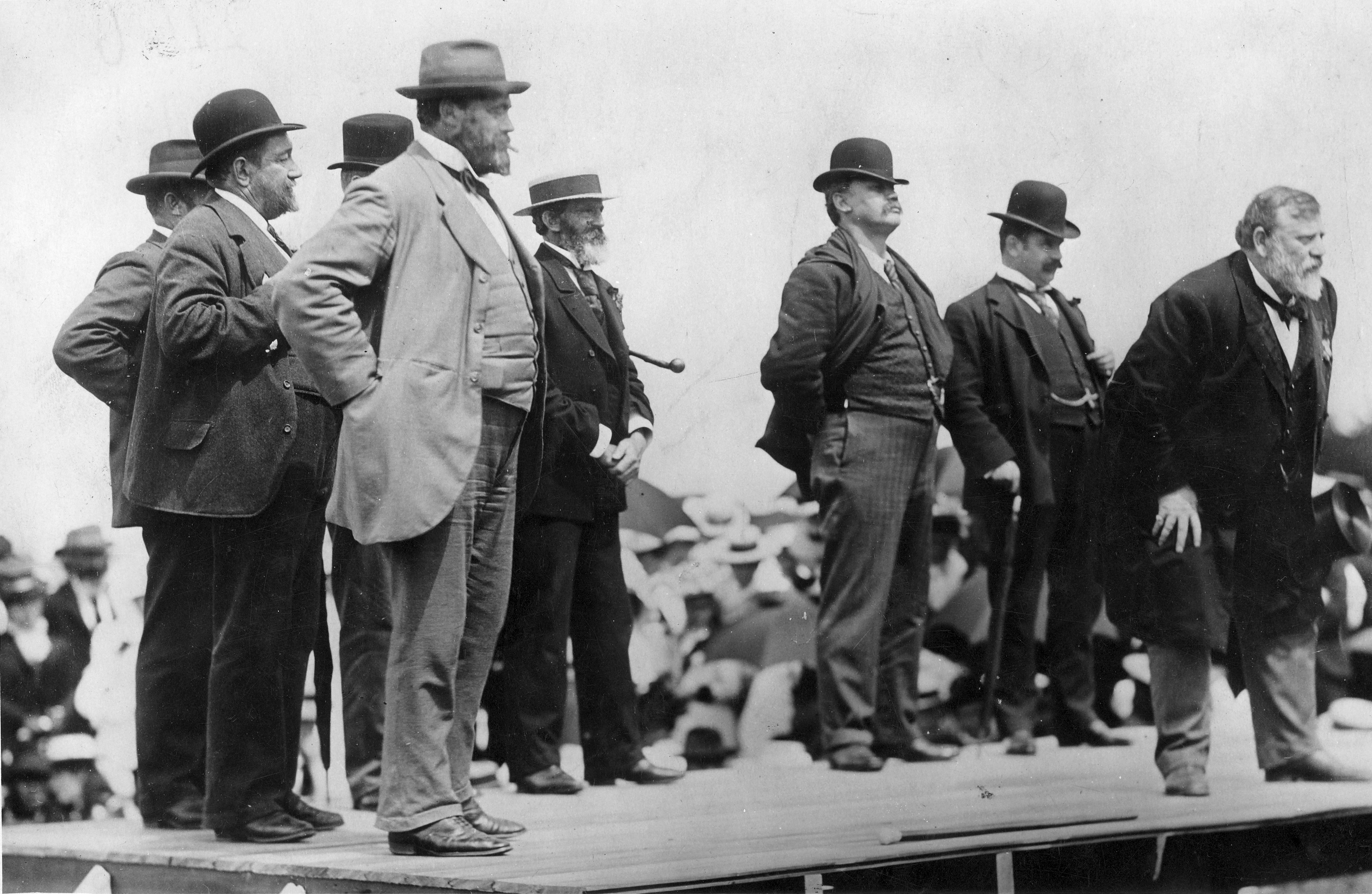
Седдон (крайний справа) выступает на съезде Либеральной партии в Грейтауне (конец 1890-х годов).

Первый раз Седдон сделал попытку стать депутатом парламента Новой Зеландии в 1876 году, выдвинувшись от округа Хокитика, но неудачно. На выборах 1879 года он снова выставил свою кандидатуру и победил. Он представлял Хокитику до 1881 года, затем округ Кумара (1881—1890), а потом Уэстленд (с 1890 до своей смерти в 1906).
В парламенте Седдон присоединился к Джорджу Грею, бывшему губернатору, ставшему премьером. Позднее Седдон заявлял, что они с Греем были очень близки, хотя некоторые историки полагают, что это была выдумка, сделанная в политических целях. Первоначально многие члены парламента высмеивали Седдона, его «провинциальный» акцент (он пропускал букву «h») и недостаток общего образования. Тем не менее, Седдон неплохо проявил себя в парламенте, особенно у него хорошо получалось блокировать отдельные законопроекты. Его политические интересы были сосредоточены на западном побережье и его мало интересовали другие проблемы.

## Премьер-министр
В 1892 году Балланс серьёзно заболел и назначил Седдона исполняющим обязанности спикера палаты. После смерти Балланса в 1893 году губернатор Дэвид Бойл автоматически поручил Седдону сформировать правительство. Несмотря на отказ Уильяма Пембера Ривза и Томаса Маккензи признать его лидерство, он заручился поддержкой коллег по Либеральной партии в качестве временного главы партии, пока не возобновится парламентская сессия и не будет достигнуто общее согласие. Основным соперником Седдона был Роберт Стаут, который, как и Балланс, был твёрдым сторонником либеральных принципов. Сам Балланс видел своим преемником Стаута, но умер прежде, чем смог это обеспечить. Несмотря на своё обещание, Седдон не назначил голосования по вопросу о лидерстве в партии. Он убедил своих однопартийцев, что голосование может расколоть партию или, по крайней мере, вызвать серьёзные разногласия. Седдон добился своего закрепления на посту постоянного лидера. Стаут стал одним из его главных критиков.

### Стиль управления
Седдон был сильным премьером и активно продвигал свои властные полномочия. Однажды он даже заявил, что «Всё, что нам нужно, это председатель [правительства]» и что кабинет может быть распущен. Его противники и внутри оппозиции, и среди самих либералов обвиняли его в автократии и называли его «Король Дик».
Седдона также обвиняли в кумовстве: его друзья и соратники, в том числе с западного побережья занимали различные политические посты, в то время как его противникам в Либеральной партии часто был заказан ход на важные должности. Многие из назначенцев Седдона не обладали нужными знаниями для занимаемых ими постов, но Седдон ценил верность выше, чем способности. Существует пример, вероятно, вымышленный, что одного из своих союзников он назначил на высокий пост, несмотря на то, что тот был неграмотным. Его также обвиняли в непотизме, в 1905 году прозвучали обвинения, что один из его сыновей получил незаконную выплату, но обвинение было признано ложным.
Кроме того, Седдон сосредоточил в своих руках множество постов, в том числе министра финансов (заменив на этом посту Джозефа Уорда), министра труда (заменил Уильяма Пембера Ривза), министра образования, министра обороны, министра по делам туземцев и министра иммиграции.
На посту министра по делам туземцев проявил «сочувственный», но «патерналистский» подход. На посту министра иммиграции он получил известность враждебностью к иммиграции из Китая, так называемая «жёлтая опасность» была важной частью его популистской риторики, он также сравнивал китайцев с обезьянами. В своей первой политической речи в 1879 году он заявил, что Новая Зеландия не желает, чтобы её берега «заполонили азиатские татары. Я скорее обращусь к белому человеку, чем к этим китайцам. С ними невозможно разговаривать, с ними нельзя договориться. Всё, что вы можете от них добиться, это „Не понимаю“».
Последующие правительства также проявили недостаток твёрдости в делах с маори. Он говорил: «Вместо того чтобы завозить пулемёты Гатлинга для войны с маори, колония должна воевать с локомотивами» … при прокладке шоссе и железных дорог обязательно должны покупаться «земли по обе стороны».

### Политика

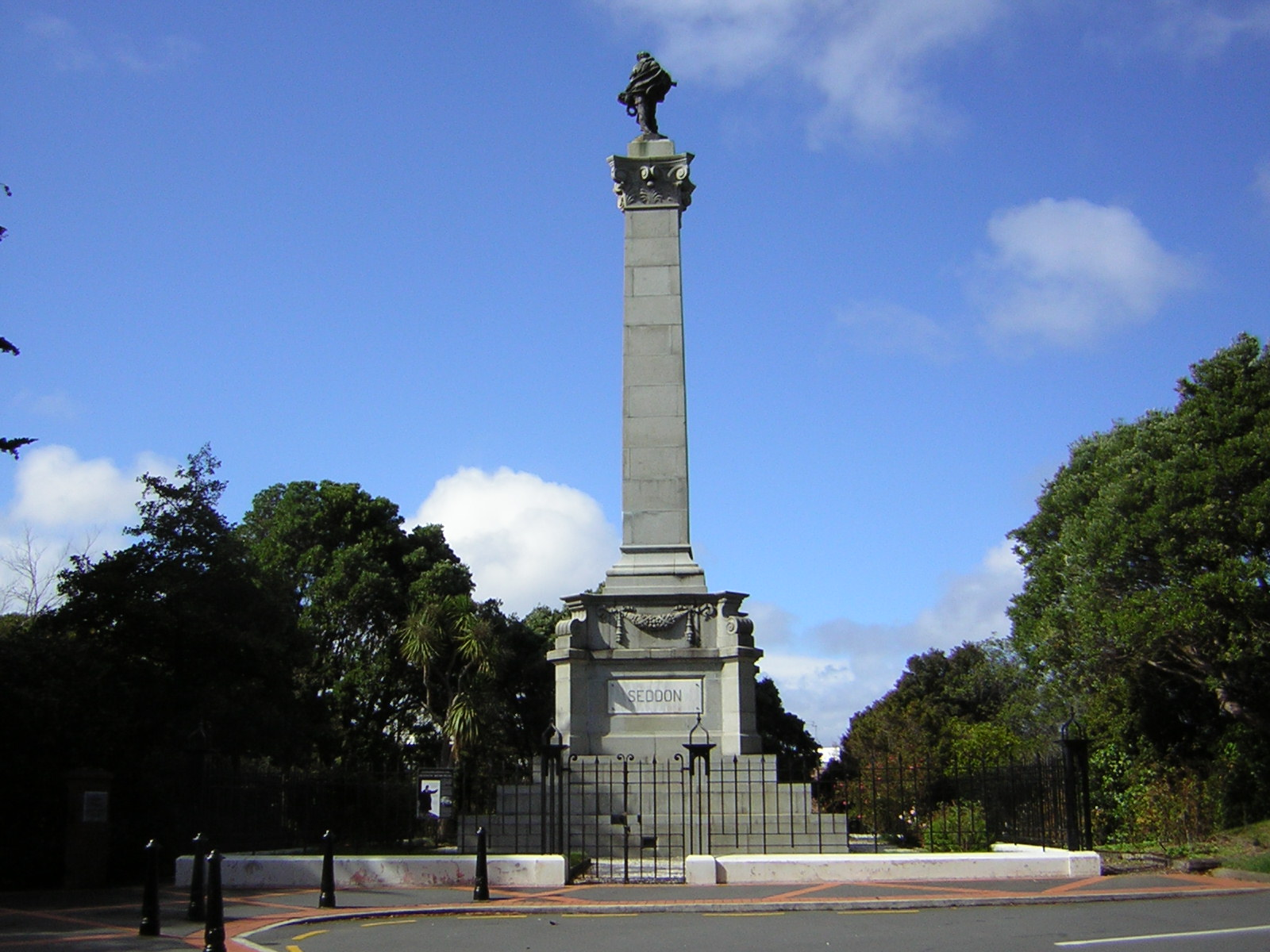
Памятник на месте захоронения Седдона.

Одним из наиболее известных мероприятий Седдона стало принятие закона о пенсиях по старости (англ. Old-age Pensions Act) 1898 года, заложившего основу государства всеобщего благосостояния, созданного затем Майклом Джозефом Сэвиджем и Лейбористской партией. По этой причине часто считалось, что ранняя Лейбористская партия в определённой степени близка по взглядам к Седдону. Благодаря этому закону влияние Седдона заметно возросло, несмотря на сильные возражения с многих сторон. Залог успешного принятия этого закона многие видят в политической власти и влиянии Седдона. В числе прочих социальных программ Седдона были пенсии для учителей и содействие строительству жилья для рабочих.
Напротив, самым заметным поражением Седдона в его карьере стал вопрос о женском голосовании. Основатель Либеральной партии Джон Балланс был твёрдым сторонником предоставления женщинам избирательного права, заявляя о свой убеждённости в «абсолютном равенстве полов». Однако Седдон выступал против права женщин голосовать. Это привело к бурным дебатам среди либералов. В итоге противники Седдона добились достаточной поддержки закона о предоставлении женщинам избирательного права, чтобы принять его, несмотря на сопротивление Седдона. Когда Седдон понял, что принятие закона неизбежно он изменил свою позицию, заявив, что принимает волю народа. Однако на самом деле он принял меры, чтобы законодательный совет наложил на закон вето, как это было раньше. Тактика Седдона по лоббированию совета, показалась многим закулисной махинацией, и в знак протеста двое членов совета, несмотря на то, что выступали против закона, поддержали его.
Во внешней политике Седдон выступал на стороне Британской империи. После участия в колониальной конференции в Лондоне в 1897 году он стал известен «как один столпов британского империализма». Он также поддерживал Британию во второй англо-бурской войне и выступал за преимущественную торговлю между английскими колониями. Он также известен поддержкой «новозеландского империализма» — Седдон считал, что Новая Зеландия должна играть главную роль среди островов Тихого океана, как «Южная Британия». Планы Седдона включали в себя присоединение к доминиону Новой Зеландии Фиджи и Самоа, но в результате при нём Новой Зеландии достались только острова Кука. Позже Самоа также перешло под контроль Новой Зеландии, но не Фиджи.

## Смерть

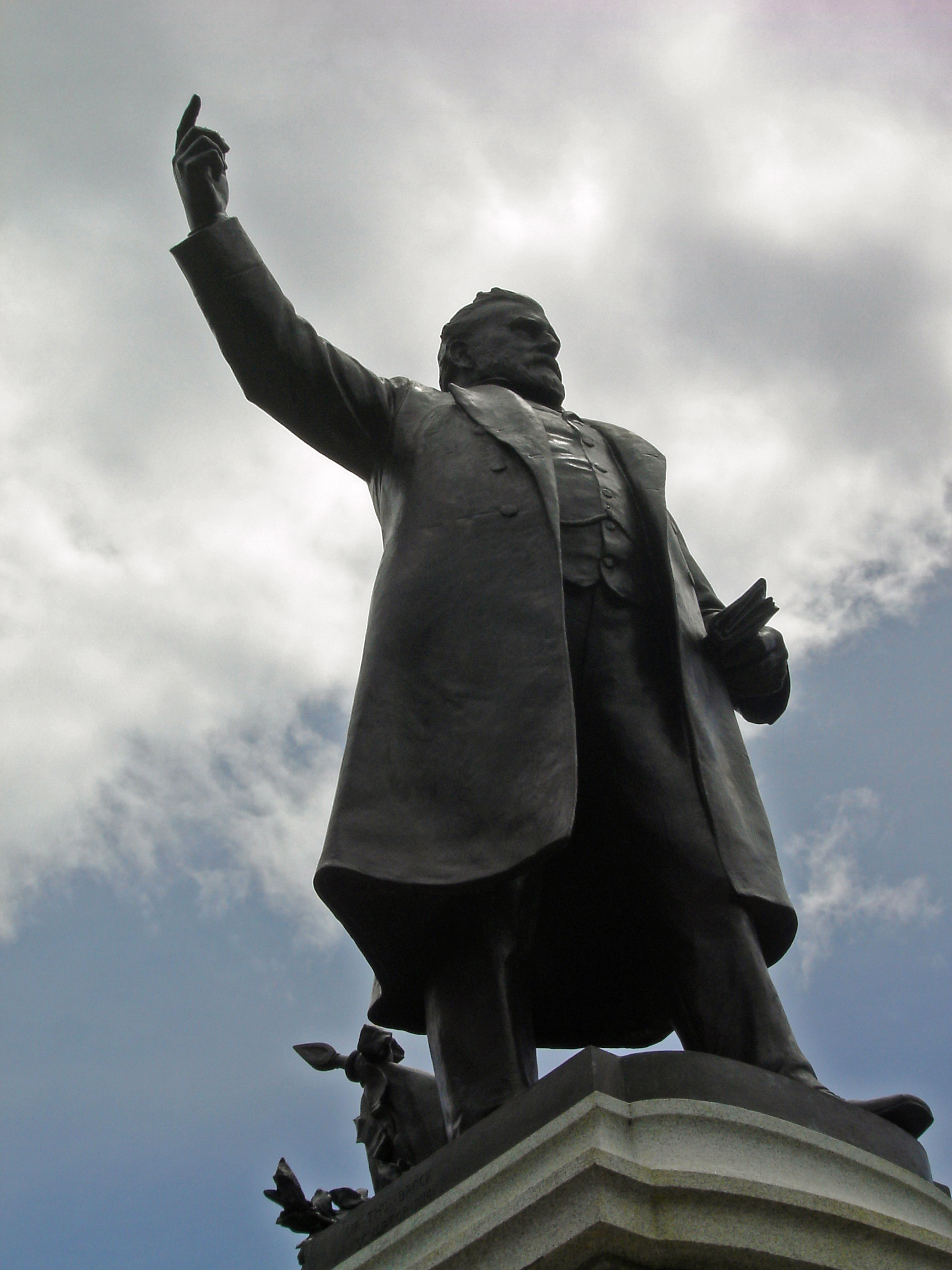
Памятник Седдону у Парламента Новой Зеландии в Веллингтоне.

Седдон оставался во главе правительства в течение 13 лет, но постепенно всё чаще стали раздаваться призывы о его отставке. Различные попытки заменить его Джозефом Уордом остались неудачными. Однако, возвращаясь из поездки в Австралию на корабле Oswestry Grange, Седдон внезапно заболел и скончался. Он был похоронен в Веллингтоне, и на его могиле был воздвигнут большой памятник.

## Наследие
Возле здания парламента воздвигнута статуя Седдона. В честь него были названы город в Новой Зеландии и пригород Мельбурна. На месте депутата от Уэстленда в парламенте его сменил его сын Томас. Зоопарк Веллингтона был основан, когда цирк подарил Седдону молодого льва, которого назвали, в честь премьера, Кинг Дик. Чучело этого льва теперь выставлено в музее Веллингтона.